# Tees
Il Tees è un fiume del Regno Unito, che scorre nell'Inghilterra settentrionale. Nasce dalla Cross Fell, nei monti Pennini, e si dirige in direzione ovest-est per quasi tutta la sua lunghezza verso il Mare del Nord, dove si trova il suo estuario. Ha un bacino di 1.834 km²; già confine tra le contee storiche di Durham e Yorkshire, oggi, nel suo ultimo tratto, segna quello tra la citata Durham e il North Yorkshire. Sul suo estuario, sulle due rive opposte, si trovano le città di Stockton-on-Tees e Middlesbrough.